# Prison Terminal: The Last Days of Private Jack Hall
Prison Terminal: The Last Days of Private Jack Hall é um documentário americano de 2013 dirigido e produzido por Edgar Barens. Lançado em 2013, concorreu ao Oscar 2014 na categoria de Melhor Documentário em Curta-metragem.